# Dionizy Skarżyński
Dionizy Skarżyński herbu Bończa (ur. 18 kwietnia 1820 w Bendrach, powiat sejneński, zm. 19 czerwca 1903 w Dojnowie, powiat białostocki) – polski szlachcic, działacz niepodległościowy i zesłaniec, w czasie powstania styczniowego – członek Rządu Narodowego (dyrektor Wydziału Skarbu).

## Życiorys

### Dzieciństwo i młodość
Urodził się w majątku rodowym Bendry, jako drugi syn Łukasza Józefa Skarżyńskiego i Anny z Michniewiczów. Razem z bratem, Onufrym, uczęszczał do gimnazjum w Sejnach, a później obaj bracia studiowali w Królewcu (zob. Uniwersytet „Albertyna”). Nawiązali kontakty ze środowiskiem konspiracyjnym.

### Przygotowania do powstania
Po powrocie do kraju Skarżyńscy zajmowali się rozpowszechnianiem wydawnictw emigracyjnych Towarzystwa Demokratycznego Polskiego, które otrzymywali od agenta TDP, dr. Piotrowskiego (zm. 1848). W związku z tą działalnością w roku 1843 warszawska Komisja Wojenno-Śledcza przeprowadziła – za zgodą Iwana Paskiewicza – rewizję w domu Skarżyńskich, jednak nie potwierdzono informacji uzyskanych w czasie przesłuchań aresztowanego członka Związku Narodu Polskiego.
W kolejnych latach Skarżyńki uczestniczył w przygotowaniach do wybuchu powstania, które miało się rozpocząć w roku 1846. Spotykał się z emisariuszami patriotycznych środowisk emigracyjnych, m.in. z Tomaszem Malinowskim i Napoleonem Kamieńskim. Na prośbę Anicetego Reniera sprowadzał i rozpowszechniał wydawnictwa emigracyjne (z pomocą ks. Krzysztofa Szwernickiego, vel Szwermickiego). Zajmował się też werbowaniem uczestników planowanego powstania. Na działalność obu braci zwróciły uwagę policji zeznania aresztowanych wówczas spiskowców (m.in. Ludwika Mierosławskiego); 12 listopada 1846 roku Iwan Paskiewicz podpisał nakaz ich aresztowania. Zostali uwięzieni początkowo w Wilnie, a następnie (od kwietnia 1847) w Cytadeli Warszawskiej. Ich ojciec został oddany pod tajny nadzór policyjny i obciążony kosztami śledztwa, które trwało do sierpnia 1850 roku i skończyło się wyrokiem bezterminowej katorgi „za udział w przygotowaniach umysłów do buntu”. Wyrok został konfirmowany w styczniu 1852 roku, a w lutym tego roku Paszkiewicz zmniejszył tę karę do trzech lat robót na Syberii.
Bracia Skarżyńscy z ks. Szwernickim zostali przewiezieni kibitkami  przez Moskwę do Syberii Zachodniej. Dionizy Skarżyński został skierowany do miejscowości Jekatierińskoje (rejon tarski), gdzie pracował w gorzelni (w sierpniu 1853 został osiedlony w gminie łoginowskiej). Od roku 1855 mieszkał w Tobolsku. Pracował m.in. w jednym z przedsiębiorstw Alfonsa Koziełł-Poklewskiego. Zgodę na powrót do kraju otrzymał w roku 1858.
Początkowo przebywał w Kownie (Aleksota), gdzie założył i prowadził Dom Zleceń Rolników Nadniemeńskich, a następnie przeniósł się do Warszawy. Działał w Towarzystwie Rolniczym i Towarzystwie Kredytowym Ziemskim oraz należał do stronnictwa  
„białych”.

### Powstanie styczniowe
W lipcu 1863 roku Dionizemu Skarżyńskiemu powierzono stanowisko dyrektora Wydziału Skarbu w Rządzie Narodowym Karola Majewskiego. Główną kasę, za którą był odpowiedzialny, ukrywał u swojej krewnej. Stanowiska zrzekł się we wrześniu, po uformowania rządu „wrześniowego” (z przewagą stronnictwa „czerwonych”. Nie wszedł w skład kolejnego rządu powstańczego – rządu Romualda Traugutta.

### Okres po powstaniu
Po wycofaniu się ze składu rządu wyjechał do Francji, a podjął studia w Niemczech. Studiował prawo w Heidelbergu, uzyskując stopień doktora. W kolejnych latach (od ok. 1870) przebywał w Krakowie. Pracował jako członek dyrekcji w Banku Galicyjskim dla Handlu i Przemysłu (1872–1887) i Galicyjskiego Zakładu Kredytowego Ziemskiego (od roku 1886). Był członkiem Krakowskiego Towarzystwa Gospodarczo-Rolniczego.